# Lydia Baumbach
Lydia Baumbach (1924 - 9 tháng 2 năm 1991) là một học giả cổ điển Nam Phi, được biết đến đặc biệt cho công việc của cô trong lĩnh vực nghiên cứu Mycenaea.

## Đầu đời
Lydia Baumbach sinh ra ở Stellenbosch, Nam Phi, vào năm 1924, trong một gia đình truyền giáo người Đức gắn liền với Phái bộ Rhenish.

## Giáo dục
Baumbach theo học tại trường trung học nữ sinh Stellenbosch Rhenish cho đến năm 1942. Sau đó, cô học tại Đại học Stellenbosch, đạt được hai bằng MA với chứng nhận xuất sắc, một bằng tiếng Latin và một bằng tiếng Hy Lạp; với các bằng xuất sắc trên cô đã được trao học bổng Abe Bailey. Từ 1955-1957, cô theo học Đại học Cambridge với tư cách là một sinh viên liên kết tại Newnham College; Trong giai đoạn này, Baumbach đã nghiên cứu kịch bản tuyến tính B dưới sự giám sát của John Chadwick, cô sẽ tiếp tục tập trung vào nghiên cứu trong suốt sự nghiệp sau này.

## Nghề nghiệp
Năm 1947 Baumbach bắt đầu làm việc tại Đại học Stellenbosch với tư cách là Giảng viên cơ sở; Sau khi học tại Cambridge, cô đã đảm nhận vị trí Giảng viên tại Đại học Rhodes, nơi cô được thăng chức thành Giảng viên cao cấp vào năm 1959. Baumbach chuyển đến Đại học Pretoria một thời gian ngắn và sau đó trở thành Giảng viên cao cấp tại Đại học Cape Town năm 1965, nơi cô được bổ nhiệm làm Chủ tịch Kinh điển năm 1976; bà vẫn ở vị trí này cho đến khi nghỉ hưu năm 1988. Cô đã dạy cả ngôn ngữ và văn học Latin và Hy Lạp, và là một diễn giả nổi tiếng, cung cấp các bài giảng ở trường hè và các chuyến tham quan các trang web Hy Lạp cho Swan Hellenic Tours; cô cũng hoạt động trong Hiệp hội cổ điển Nam Phi, mà cô chủ trì vào năm 1983-1984, trở thành người phụ nữ đầu tiên làm như vậy.
Nghiên cứu của Baumbach tập trung chủ yếu vào ngôn ngữ Hy Lạp Mycenaean và hệ thống chữ viết tuyến tính B; những đóng góp quan trọng nhất của cô cho lĩnh vực này bao gồm biên soạn từ vựng tiếng Hy Lạp Mycenaean (với John Chadwick) vào năm 1963 và xuất bản phần bổ sung cho tác phẩm này với tư cách là một tác giả duy nhất (năm 1971), cũng như chịu trách nhiệm biên soạn hai tập của Các nghiên cứu về thư mục Mycenaean và thư mục phương ngữ, được xuất bản năm 1968 và 1986. Baumbach cũng đã xuất bản các nghiên cứu tập trung vào chi tiết trên từng máy tính bảng tuyến tính B hoặc loạt máy tính bảng, cũng như một loạt các bài viết về tên cá nhân trong các văn bản Tuyến tính B, tập trung vào tỷ lệ của Hy Lạp hoặc không- Tên Hy Lạp được tìm thấy giữa các nhóm người khác nhau cho thấy về xã hội Mycenaean.